# 7696 Liebe
7696 Liebe eller 1988 JD är en asteroid i huvudbältet som upptäcktes den 10 maj 1988 av den tyske astronomen Werner Landgraf vid La Silla-observatoriet. Den är uppkallad efter Bodo Liebe.
Asteroiden har en diameter på ungefär 5 kilometer.